# Herencia maldita (telenovela mexicana)
Herencia maldita fue una telenovela mexicana dirigida por Sergio Jiménez y producida por Ernesto Alonso para la cadena Televisa, Fue transmitida por El Canal de las Estrellas entre el 3 de noviembre de 1986 y el 27 de abril de 1987. La historia es original de Caridad Bravo Adams. Es protagonizada por Angélica María y Miguel Palmer, y antagonizada por Manuel Ojeda, Liliana Abud, Malena Doria y Margarita Gralia.

## Argumento
Adela Beltrán es una joven que vive con su madre Elisa, quien por su adicción a los juegos de azar termina perdiendo toda la fortuna que ambas recibieron de una herencia. Esto obliga a Adela a robar para tratar de sobrevivir.

## Elenco
- Angélica María - Adela Beltrán
- Miguel Palmer - Armando Rojas
- David Reynoso - Roberto Rojas
- Manuel Ojeda - Rogelio Velarde
- Liliana Abud - Clara Velarde
- Marco Muñoz - Antoine
- Emilia Carranza - Milagros
- Margarita Gralia - Laura
- Marcela de Gallina - Susan
- Malena Doria - Virginia
- Roberto Antúnez - Rafael
- Susana Alexander - Elisa
- Rafael Amador - Raúl
- Luis Xavier - Phillipe
- Jorge del Campo - Enrique
- Fabio Ramírez - Manuel
- Maristel Molina - Rosa
- Alicia Montoya - Catherine
- Roberto Carrera - Vincent
- Nadia Haro Oliva - Janet
- Queta Lavat - Estela
- Angélica Vale - Adela Beltrán (niña)
- Cristian Castro - Armando Rojas (niño)
- José Antonio Ferral - Brown
- Sergio Jiménez - Arturo Villaseñor
- Ana Luisa Peluffo - Linda
- Rita Macedo
- Lucianne Silva
- Jerry Velasco
- Francisco Avendaño

## Equipo de producción
- Historia original: Violante Villamil y Lila Yolanda Andrade
- Basadas en una obra de: Caridad Bravo Adams
- Tema musical: El hombre de mi vida
- Autor: Alejandro Jaén
- Intérprete: Angélica María
- Escenografía: Cristina Martínez de Velasco
- Ambientación: Ariel Bianco
- Coordinación de producción: Guadalupe Cuevas
- Director de cámaras: Carlos Guerra Villarreal
- Director de escena: Sergio Jiménez
- Productor: Ernesto Alonso

## Premios y nominaciones

### Premios TV y Novelas 1987
| Categoría        | Nominado(a)    | Resultado |
| ---------------- | -------------- | --------- |
| Mejor telenovela | Ernesto Alonso | Nominado  |
| Mejor villana    | Malena Doria   | Nominada  |